# 風の人
風の人（かぜのひと）は、DJ、MC、バンド、ペインティング、映像などのジャンルで活躍する日本のクリエイター集団。

## 概要
アメリカの留学から帰国したDJ DENNO（Keith）が、現地で知り合った様々なクリエイターたちと共に、「All is one（すべてはひとつ）」というをコンセプト掲げ、結成された。
90年代前中期より興隆したダンスミュージックの一ジャンルであるドラムンベースやジャングル、またはヒップホップやレゲエを軸に、東京・恵比寿に存在したクラブであるMilkにて『Kazenohito presents KOONI』というパーティを1998年から2008年までの10年間展開した。
| スタブアイコン | サブスタブ | この項目は、まだ閲覧者の調べものの参照としては役立たない、音楽関係者（バンド等）に関連した書きかけの項目です。この項目を加筆・訂正などしてくださる協力者を求めています（P:音楽/PJ:芸能人）。 |